# Playa Penino

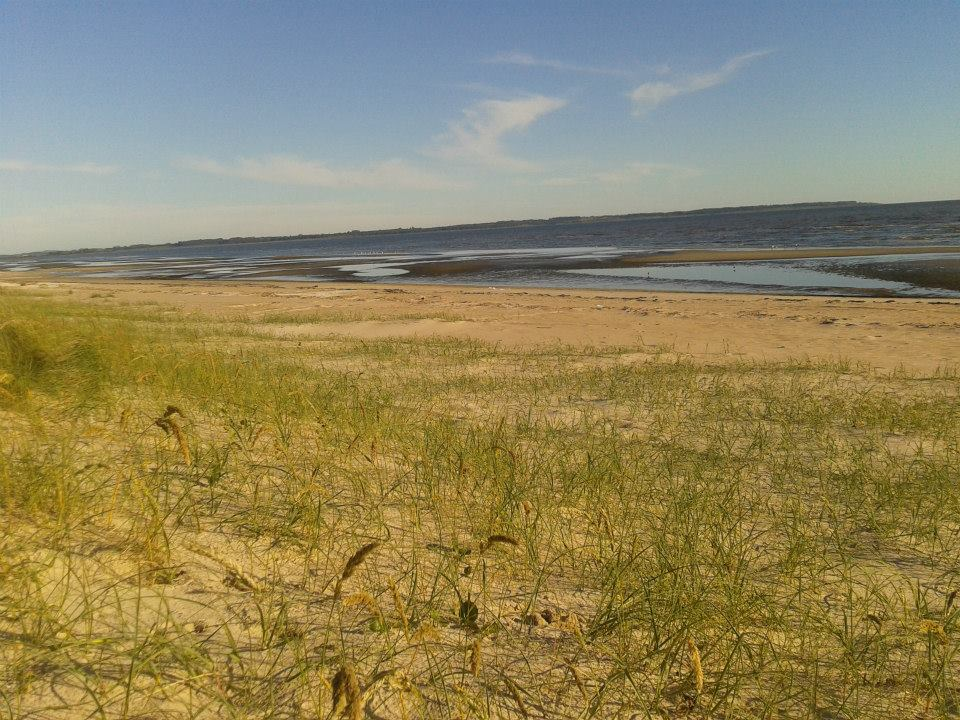
Vegetación y sedimentos en Playa Penino.

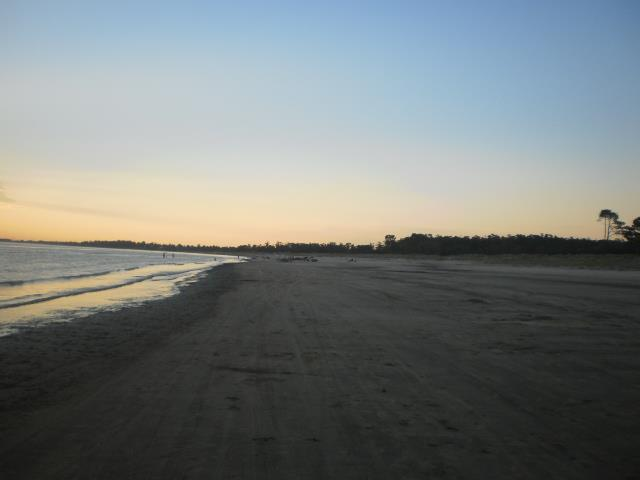
Una imagen de la costa en Playa Penino.

La Playa Penino es una playa ubicada en el extremo SE del departamento de San José (Uruguay), en la actual Ciudad del Plata.

## Ubicación
La Playa Penino se extiende desde los kilómetros 23 al 31 de la Ruta 1 (Uruguay) en la zona determinada por la desembocadura del Río Santa Lucía (Uruguay) y la zona contigua del Río de la Plata. Forma parte de los barrios de Autódromo y Playa Penino, zonas dedicadas a la Industria y la Minería.

## Características
La Playa Penino forma parte de los Humedales del Santa Lucía. Por dicha razón, se puede apreciar una gran biodiversidad en la Playa y en las inmediaciones de la misma. Son muchas las especies tanto vegetales como animales que se pueden encontrar en el lugar. Además, existe una reserva natural de aves migratorias, la Reserva Natural Playa Penino.

## Flora
Los elementos de la flora característicos de la zona son: el junco (Schoenoplectus californicus), cola de zorro (Alopecurus arundinaceus), totora (Typha), ceibo (Erythrina crista-galli), repollito de agua (Pistia stratiotes), entre otros.

## Fauna
La fauna del lugar está compuesta por la corvina blanca (Micropogonias furnieri), el lenguado (Paralichthys orbignyanus), apereá (Cavia Aperea), ratón de campo (Akodon azarae), tucu tucu (Ctenomys pearsoni), golondrina doméstica (Progne chalybea) entre otros.